# Школа добра і зла
«Школа добра і зла» — це фантастичний фільм режисера Пола Файга за сценарієм Ванесси Тейлор, Девіда Магі, заснований на однойменному романі 2013 року Сомана Чайнані. Фільм розповідає про пригоди кращих подруг Софі та Аґати, яких було вкрадено до Школи добра і зла. Після того, як їхня доля кардинально змінюється, вони намагаються знайти спосіб повернутися додому, однак їхня дружба піддається випробуванню.
Universal Pictures спочатку планувала випустити фільм; однак у 2020 році правовласності перейшло до Netflix. Виробництво почалося в квітні 2021 року в Белфасті і завершилося в липні.

## Актори
- Софія Енн Карузо в ролі Софі[7]
- Софія Вайлі в ролі Аґати[7]
- Лоуренс Фішберн як учитель школи[8][9]
- Мішель Йео в ролі професора Емми Анемон[10][11]
- Джеймі Флеттерс — Тедрос[12]
- Кіт Янг у ролі Рафала[12]
- Петро Серафінович[13]
- Керрі Вашингтон — професор Кларисса Дові[14][15]
- Шарліз Терон у ролі леді Лессо[16][17]
- Ерл Кейв в ролі Хорта[18]
- Фрея Теодора Паркс у ролі Гестер[19][20]
- Демі Айзек Овіаве в ролі Анаділа[19][20]
- Кейтлін Акінпелумі в ролі Дота[19][20]
- Марк Хіп як професор Менлі[21][13]
- Брайоні Скарлетт у ролі Ріни[21][22]
- Чиненьє Езеуду як Чинен[23][24]
- Емма Лау[22]
- Бен Кінгслі[13]
- Патті Лупоне[13]
- Роб Ділейні[13]
- Рейчел Блум[13]
- Розі Грем[25]
- Джоель[26]

## Сюжет
Брати-близнюки Ріан і Рафал вступають у дружню дуель. Рафал, злий брат, який жадає більшого, і використовує магію крові, щоб раптово напасти на свого брата; однак Ріану, доброму брату, вдається здолати його в останню секунду і він скидає зі скелі Рафала, який від того помирає .
Голос Казкарки представляє світловолосу та схожу на принцесу дівчину на ім'я Софі, якій судилося змінити світ, та її найкращу подругу Аґату, з якої всі кепкують і називають відьмою. Незважаючи на те, що вони повні протилежності, між ними міцний зв'язок. Дівчата відвідують магазин оповідань у Довілі у пошуках нових казок, і власник магазину розповідає їм про Школу добра і зла (ШДЗ). Вона пояснює, як починаються казки в ШДЗ, де героїв і лиходіїв навчають у відповідних школах. Аґата налаштована скептично, проте Софі захоплює ця розповідь. Продавчиня розповідає їм про дівчину на ім'я Леонора, яку забрали 20 років тому під час кривавого місяця, і її більше ніхто не бачив. Софі пише листа в ШДЗ, дуже бажаючи покинути своє буденне життя в Гавалдоні заради чогось більшого.
Тієї ночі Софі намагається таємно піти з міста, однак Аґата намагається її зупинити. Вони розуміють, що нічне небо червоніє, і з'являється якась істота, яка тягне Софі та Агату через ліс. Істота відносить їх до ШДЗ. Він доставляє Софі до Школи зла, а Аґату — до Школи добра. Софі відчайдушно заявляє, що вона не на тому боці, а Аґата просить допомогти знайти подругу та піти додому. Дівчата одягнені у відповідні уніформи: плаття принцеси з квітами для Аґати та пошарпане плаття-мішок для Софі.
Під час церемонії привітання Софі та Аґата захоплюються найпопулярнішим принцом Тедросом. Через те, що вони не відповідають типовим героям Вічністі/Забуття дівчата стають ізгоями. Аґата намагається проникнути на сторону Зла, щоб знайти Софі, але її переслідує статуя Купідона. Вона опиняється в бібліотеці та чує сварку Невер Діна Лессо та Евер Діна Дові. Коли вони йдуть, Рафал з'являється, попереджаючи Аґату триматися подалі від Софі. Аґата знову зустрічається з Софі, і вони шукають директора Ріан. Вони заходять у його вежу й знаходять Storian, гігантську книгу, в якій записані історії кожного персонажа. Якщо Софі вдасться знайти своє справжнє кохання, Ріан дозволить їй змінити школу, оскільки лише справжні Еверс знаходять справжнє кохання.
Наступного ранку дівчата відвідують заняття. Софі дає Аґаті листа, щоб він його передала Тедросу, якого, як вона вирішила, є її справжнім коханням. Аґата доставляє листа перед заняттям, і вони ділиться невеличким моментом. Пізніше Софі та Тедрос нарешті розмовляють, але потім її затягують до Кімнати Приреченості за відмову інтегруватися на сторону Зла, тому Лессо стриже їй волосся. Рафал наближається до спустошеної Софі через дзеркало, переконуючи її зробити все можливе, щоб перемогти Тедроса. Розблоковуючи світло від пальців студентів, до жаху Агати вривається нова впевнена в собі Зла Софі, яка змінила себе. Монтаж показує, як Софі подружилася з Анаділом, Дот і Гестер і здобула прихильність Неверів. Аґата радить Софі довести, що вона чиста серцем, щоб перемогти Тедроса стрілою, яка стріляє прямо, лише коли хтось справді добрий. Аґата використовує свою магію, щоб таємно допомогти Софі влучити в яблучко, а Тедрос переконаний, що вона Добра, і обіцяє привести її на майбутній бал. Разом «Вічність» та «Забуття» спричиняє хаос, тому директор вважає, що єдиним способом вирішити проблеми є «Випробування казкою».
Софі і Тедрос повинні вижити в лісі, боротися з небезпеками і знайти один одного до сходу сонця. Аґата пробирається в ліс, щоб допомогти Софі. Тедроса мало не вбиває Жнець, оскільки Аґата каже Софі допомогти йому. Вона відмовляється, змушуючи Агату виступити і врятувати Тедроса. Розуміючи, що Софі насправді не Хороша, він програє, і Софі звинувачує у всьому Агату. Зачинена у своїй кімнаті за зраду, Анаділь доставляє Софі сердечного листа від Агати, але Рафал переконує Софі, що Аґата — її ворог, і він єдиний на її боці. Він пропонує їй магію крові, яку вона приймає. Нова могутня Софі протистоїть Діну Лессо, який виявляється Леонорою. Софі розбиває м'яч Евера, який тепер фізично перетворюється на потворну діду. Аґата намагається зв'язатися з Софі, але остання оголошує їх ворогами. Тедро вирішує знищити Софі та прямує до Школи Зла. Оскільки Добро ніколи не атакує першим і може лише захищатися, Тедрос змушує Еверсів і Неверів трансформуватися та міняти сторони. У процесі Софі повертається до своєї первісної форми, і між двома сторонами починається епічна битва, коли Аґата благає їх припинити.
Софі перетворюється на ворона та тікає від битви до вежі директора, шукаючи помсти. Він виявляється Рафалом, який випробовував Софі, щоб знайти своє справжнє кохання, щоб отримати неперевершену владу. Спогад показує, що Рафал пережив падіння та завдав останнього удару своєму братові, прийнявши його особу на наступні кілька століть, щоб маніпулювати історіями та зробити Гуда слабким. Софі та Рафал цілуються, прирікаючи всіх у школі на смерть і дозволяючи Злу Рафаеля правити світом. Софі починає відчувати докори сумління, коли з'являється Агата. Рафал намагається вбити її пером Сторіана, але Софі виходить попереду, і перо потрапляє в неї. Це призводить до того, що все повертається на круги своя, і руйнує плани Рафала. Тедрос пробирається та атакує Рафала, але вмираючи Софі та Агата об'єднуються, щоб перемогти його раз і назавжди. Аґата тримає Софі, коли вона каже Аґаті, що любить її, і врешті помирає. Аґата цілує Софі і плаче над її тілом, її сльози змочують рану Софі. Раптом Софі знову дихає, їхнє справжнє кохання достатньо сильне, щоб повернути її.
Світ казок врятовано, а учні Добра і Зла щасливі бути разом. Відкривається портал до Гавальдона. Аґата цілує Тедроса, кажучи, що не може залишити свого друга, і дівчата разом йдуть, повертаючись до старого життя. Оповідач закриває фільм, коли стріла від Тедроса пробиває завісу між їхніми двома світами, і його голос каже, що йому потрібна Аґата. Виявилося, що «це лише початок».

## Виробництво

### Розробка та підготовка
Як повідомлялося, у 2011 році студії розглядали екранізацію за серіалом «Школа добра і зла». Незабаром після публікації першої книги серії в 2013 році, Roth Films у партнерстві з Jane Startz Productions придбала права на створення фільму за романом. Universal Pictures виграла аукціон у семизначній угоді за гонорар за книги та написання сценаріїв. Рот, Старц і Палак Патель були призначені продюсерами. Для написання сценарію було найнято Чайнані і Малію Скотч Мармо, перший написав перші дві чернетки. У липні 2015 року Чайнані заявив, що він і Скотч Мармо закінчили писати сценарій.
Після того, як фільм завмер у пеклі розробки, Netflix придбав права з новою командою, до якої ввійшли у 2017 році Девід Магі та Лора Солон, як сценаристи. У 2020 році Пол Фейг приєднався як режисер, а інші члени знімальної групи були розкриті: Рот, Джеффрі Кіршенбаум, Старц, Лора Фішер і Фейг як продюсери; і Зак Рот, Патрісія Рігген і Чайнані як виконавчі продюсери. Фейг, який допомагав зі сценарієм, заявив, що «як тільки ви режисуєте те, що пишете, … ти майже пишеш, як у редакції». Іноді, коли студія або продюсери просили пояснити певну річ у сценарії, а сценаристи пропонували включити це за допомогою діалогу, Фейг знав, що це не потрібно, оскільки «як тільки ви побачите двох людей … дивлячись один на одного в цих емоціях, ви просто це відчуваєте», однак вони зберегли рядки на випадок, якщо глядачі під час тестових показів не зрозуміли цю частину .

#### Кастинг
Фіону Вейр була призначена кастинг-директором. У листопаді 2020 року вона відкрила кастинг на "дівчинку-підлітка з альбінізмом ". Фейг зазначив, що обрати талановитих, симпатичних і спільних акторів; Чайнані заявив, що кастинг був заснований на таланті, а не на зовнішності. Персонажі були переосмислені, щоб «переконатися, що [їх] дух … найкраще втілено в цьому конкретному акторі» Багато шанувальників бажали відкритий кастинг; Чайнані заявив, що певні ролі можуть вимагати «інтенсивного відкритого кастингу», тоді як з іншими можна легко знайти ідеального актора. Під час кастингу на ролі Софі та Агати знімальна група досліджувала світ для «двох молодих акторів, які мають достатню вагу та достатню вагу, але також можуть зібрати схожість».[прояснити] За словами Чайнані, кастинг Хестер був складним через її «дуже, дуже специфічну енергію».

## Адаптація
Чайнані сказав, що фільм буде «дуже відмінною твариною» від книги. Члени знімальної групи вибрали ключові моменти з роману, такі як основні сюжетні моменти, розвиток персонажів та улюблені фанати, щоб адаптувати. У цих підборах Фейг часто консультувався з Чайнані. Описуючи ці рішення, останній зазначив, що перший добре знає про моменти, які викликали резонанс у вболівальників. Автор сподівався на адаптацію, щоб відобразити дух роману під час «відвідування в різні місця здивування вас, коли це можливо», замість того, щоб бути «нудною старою переробкою» книги.